# Euphorbia sessei
Euphorbia sessei là một loài thực vật có hoa trong họ Đại kích. Loài này được Oudejans mô tả khoa học đầu tiên năm 1989.